# Triyasha Paul
Triyasha Paul (* 25. Mai 2002) ist eine indische Radsportlerin, die Kurzzeit-Rennen auf der Bahn bestreitet.

## Sportlicher Werdegang
Im August 2019 belegte Triyasha Paul bei den Junioren-Weltmeisterschaften in Frankfurt (Oder) gemeinsam mit Nikita Nisha Platz fünf im Teamsprint. Im Oktober errang sie bei den Junioren-Asienmeisterschaften jeweils Bronze im Sprint, im 500-Meter-Zeitfahren sowie mit Nisha im Teamsprint.
Im August 2020 erkrankte Paul an COVID-19, genas aber und konnte im September wieder trainieren. Im März 2021 wurde sie in Hyderabad zweifache indische Meisterin, im Sprint und im Zeitfahren.

## Erfolge
2019
- Junioren-Asienmeisterschaft – Sprint, 500-Meter-Zeitfahren, Teamsprint (mit Nikita Nisha)

2021
- Indische Meisterin – Sprint, 500-Meter-Zeitfahren

2022
- Asienmeisterschaft – Teamsprint (mit Shushikala Agashe und Mayuri Dhanraj Lute)